# 北区立赤羽台東小学校
北区立赤羽台東小学校（きたくりつ あかばねだいひがししょうがっこう）は、かつて東京都北区赤羽台一丁目にあった公立小学校。
赤羽台団地の発達に伴い、北区立赤羽台西小学校の分校として誕生。年々人口が減り、赤羽台西小学校に統合されて廃校となった。赤羽駅西口周辺は最寄りの八幡小学校や、赤羽小学校でなく、赤羽台西小学校の学域となっている。
映画「ブタがいた教室」（2008年、日活）の撮影がされた学校である。

## 沿革
- 1964年（昭和39年）4月1日 - 北区立赤羽台西小学校分校が独立し開校[1]。
- 2005年（平成17年）3月31日 - 閉校[2]。

## 著名な出身者
- 宮本浩次 - ミュージシャン、エレファントカシマシボーカル・ギター
- 曾我泰久 - シンガーソングライター
- D.I.E. - ミュージシャン、キーボーディスト

## 交通アクセス
- 宇都宮線・高崎線・埼京線・京浜東北線 赤羽駅下車